# OK Daruvar (žene)
| Radovi u tijeku! |
| Jedan vrijedni suradnik upravo radi na ovom članku! Mole se ostali suradnici da NE UREĐUJU članak dok je ova obavijest prisutna. Koristite stranicu za razgovor ako imate komentare i pitanja u vezi s člankom. Kada radovi budu gotovi predložak će ukloniti suradnik koji ga je postavio na članak! Predložak može svatko ukloniti ako 6 sati nije bilo promjena u članku i njegovoj stranici za razgovor. |

Odbojkaški klub "Daruvar" (OK Daruvar; Daruvar) je odbojkaški klub iz Daruvara, Bjelovarsko-bilogorska županija. 
 
Klub se sastoji od nekoliko muških i ženskih ekipa raznih uzrasta, od najmlađih kadeta do seniora. 
 
Ženska ekipa kluba se u sezoni 2024./25. natječe u 2. hrvatskoj odbojkaškoj ligi – Regija Sjever, ligi četvrtog stupnja  odbojkaškog prvenstva Hrvatske za žene.  

## Vanjske poveznice
- OK Daruvar , facebook stranica
- Odbojkaški klub Daruvar, instagram stranica
- localgymsandfitness.com, OK Daruvar
- ok-daruvar.hr, wayback arhiva (2009.)
- natjecanja.hos-cvf.hr, OK DARUVAR
- zos.hr, OK DARUVAR
- orsjever.info, Odbojkaški klub Daruvar
- sportilus.com, ODBOJKAŠKI KLUB DARUVAR
- bjelovarac.hr, OK Daruvar